# Nintendo Family Computer Keyboard
Nintendo Family Computer Keyboard (Family Computer Keyboard) је кућни рачунар, производ фирме Нинтендо (Nintendo) који је почео да се израђује у Јапану током 1984. године.
Користио је 6502 ? као централни микропроцесор а RAM меморија рачунара Family Computer Keyboard је имала капацитет од Basic V2.0A : 1982 бајтова слободно. 

## Детаљни подаци
Детаљнији подаци о рачунару Family Computer Keyboard су дати у табели испод.
|                       |                                                                                              |
| [ 1 ]                 |                                                                                              |
| Произвођач            | Нинтендо                                                                                     |
| Тип                   | кућни рачунар                                                                                |
| Меморија              | Basic V2.0A: 1982 бајтова слободно                                                           |
| Поријекло             | Јапан                                                                                        |
| Година                | 1984                                                                                         |
| Тастатура             | тастатура са пуним помаком тастера, са функцијским тастерима и тастери смјера                |
| Процесор              |                                                                                              |
| Фреквенција процесора |                                                                                              |
| RAM                   | Basic V2.0A: 1982 бајтова слободно                                                           |
| ROM                   | 8                                                                                            |
| Текст                 | 28 x 24                                                                                      |
| Графика               | 256 x 240                                                                                    |
| Боја                  |                                                                                              |
| Звук                  | 5 канални звук (2 канала за правоугаоне таласе, 1 за троугаоне таласе, 1 канал шума и 1 PCM) |
| Димензије             | непознато                                                                                    |
| Портови               |                                                                                              |
| Оперативни систем     |                                                                                              |